# ألان شيرمان
ألان شيرمان (بالإنجليزية: Allan Sherman)‏ هو مغني وصحفي وكاتب أغاني وموسيقي وممثل أمريكي، ولد في 30 نوفمبر 1924 بشيكاغو في الولايات المتحدة، وتوفي في 20 نوفمبر 1973 بلوس أنجلوس في الولايات المتحدة.

## وصلات خارجية
- ألان شيرمان على موقع IMDb (الإنجليزية)
- ألان شيرمان على موقع روتن توميتوز (الإنجليزية)
- ألان شيرمان على موقع ميوزك برينز (الإنجليزية)
- ألان شيرمان على موقع قاعدة بيانات برودواي على الإنترنت (الإنجليزية)
- ألان شيرمان على موقع قاعدة بيانات برودواي على الإنترنت (الإنجليزية)
- ألان شيرمان على موقع أول ميوزيك (الإنجليزية)
- ألان شيرمان على موقع ديسكوغز (الإنجليزية)
- ألان شيرمان على موقع قاعدة بيانات الفيلم (الإنجليزية)